# Carbay
Carbay ist eine Französische Gemeinde mit 276 Einwohnern (Stand: 1. Januar 2022) im Département Maine-et-Loire und in der Region Pays de la Loire. Sie gehört zum Kanton Segré-en-Anjou Bleu im Arrondissement Segré  Die Einwohner werden Carbaisiens genannt.

## Geografie
Die Gemeinde Carbay liegt etwa 47 Kilometer westnordwestlich von Angers. Umgeben wird Carbay von den Nachbargemeinden Ombrée d’Anjou im Norden und Osten, Juigné-des-Moutiers im Süden, Soudan im Westen sowie Villepot im Nordwesten.

## Bevölkerungsentwicklung
| Jahr                       | 1962 | 1968 | 1975 | 1982 | 1990 | 1999 | 2006 | 2016 | 2022 |
| -------------------------- | ---- | ---- | ---- | ---- | ---- | ---- | ---- | ---- | ---- |
| Einwohner                  | 204  | 192  | 181  | 175  | 214  | 208  | 242  | 252  | 276  |
| Quellen: Cassini und INSEE |      |      |      |      |      |      |      |      |      |

## Sehenswürdigkeiten
- Kirche Saint-Martin, von 1865 bis 1867 erbaut

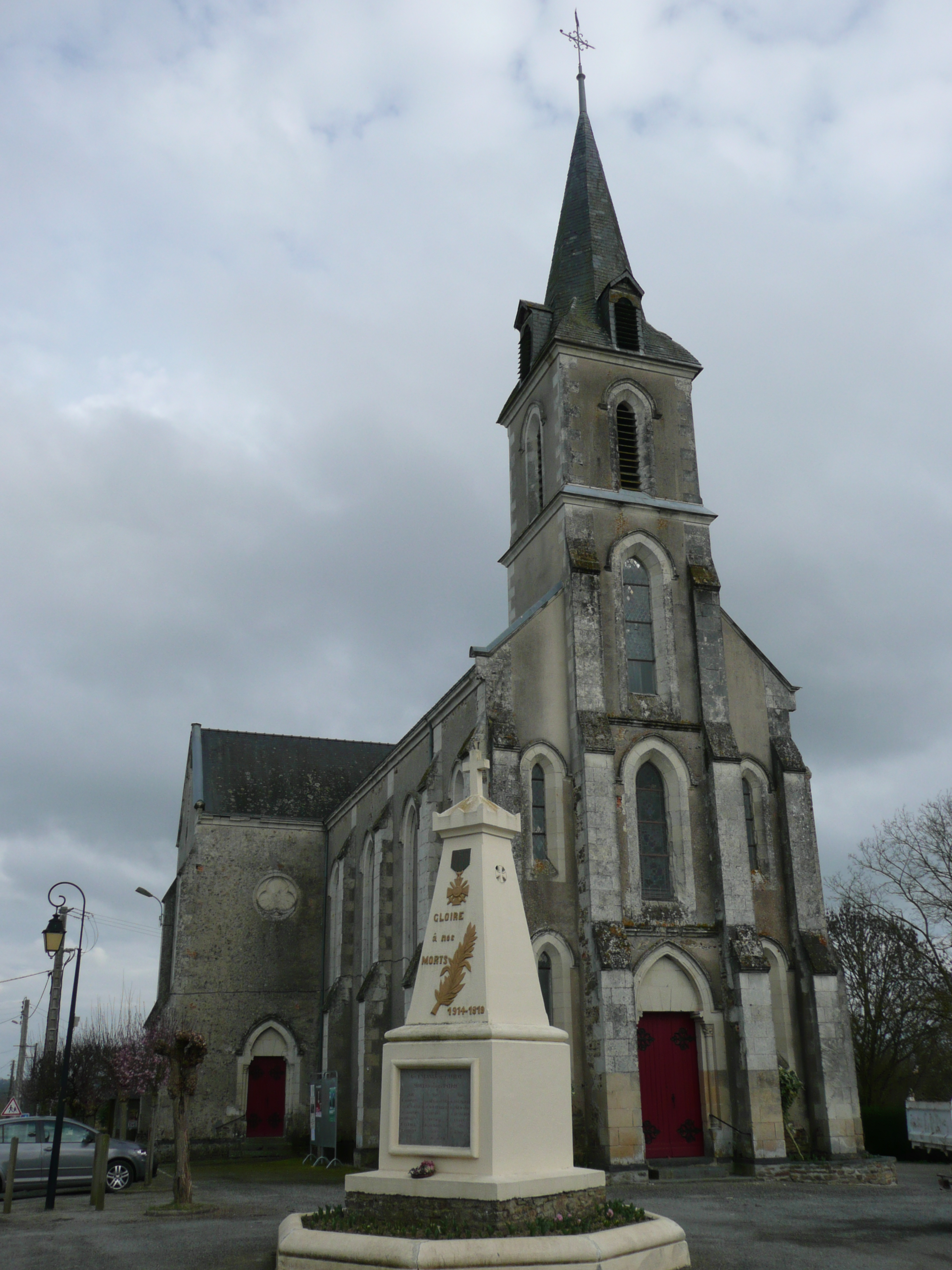
Kirche Saint-Martin
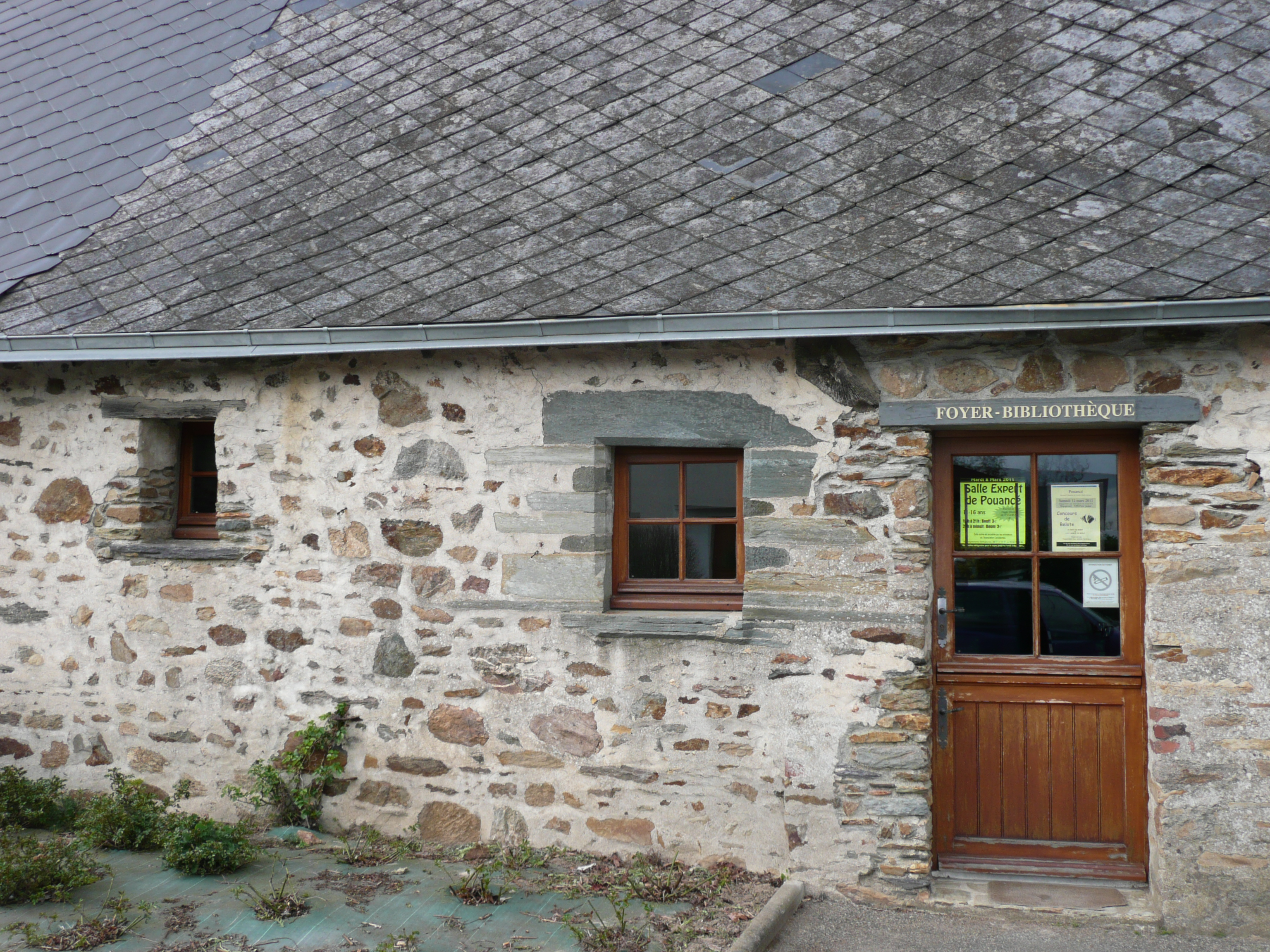
Bibliothek